# قبة بانكيك

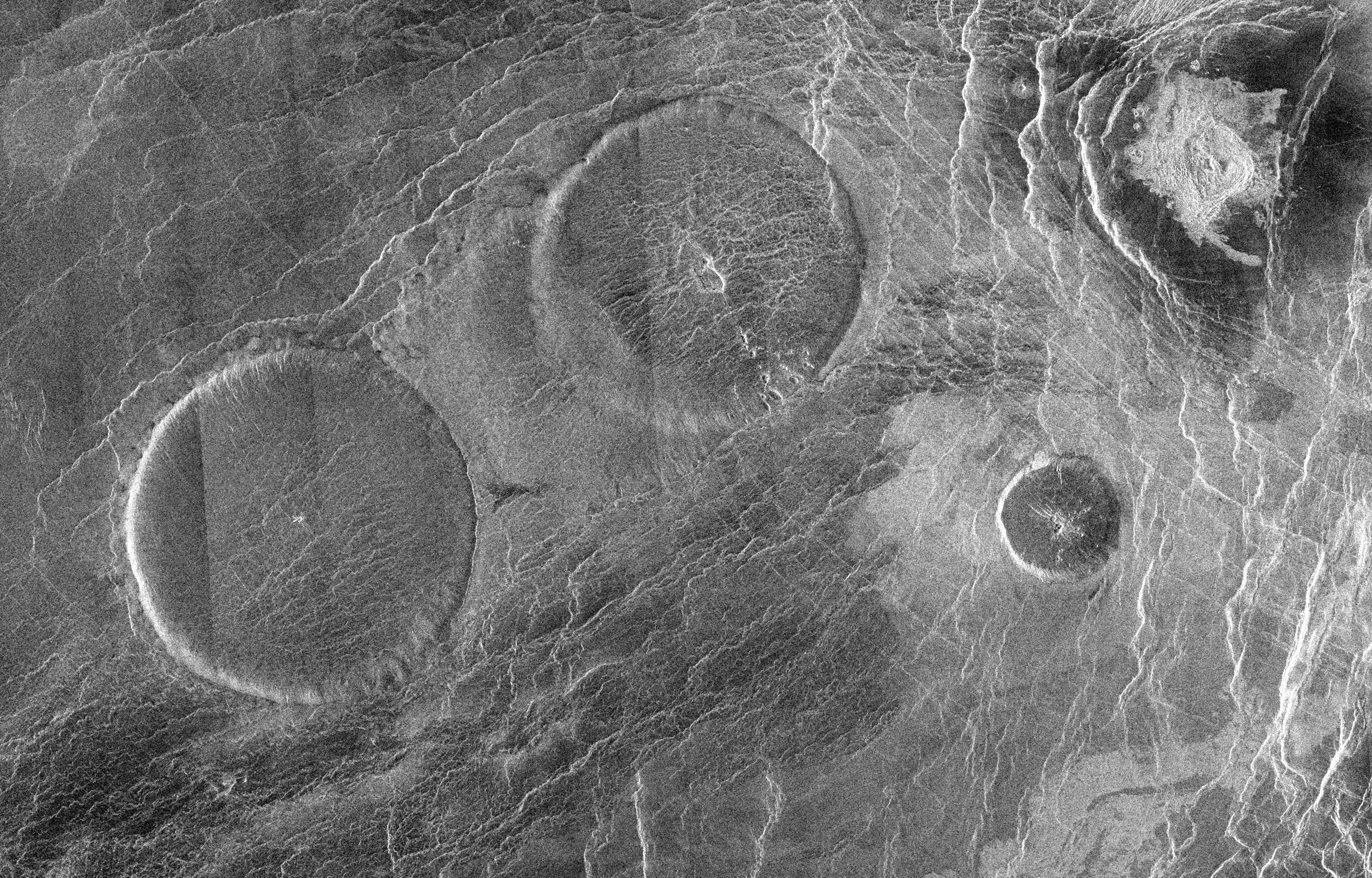
عدة "براكين پانكيك" تُسمى

قبة الپانكيك معروفة أيضًا باسم قبة الحمم البركانية، هو نوع غير عادي من البراكين تم اكتشافه على سطح الزهرة. وهي متناثرة على نطاق واسع على هذا الكوكب وغالبًا ما تشكل مجموعات أو عناقيد.